# Newton (Derbyshire)
Newton – wieś w Anglii, w hrabstwie Derbyshire, w dystrykcie Bolsover. Leży 25 km na północ od miasta Derby i 199 km na północny zachód od Londynu.